# John G. Oglesby

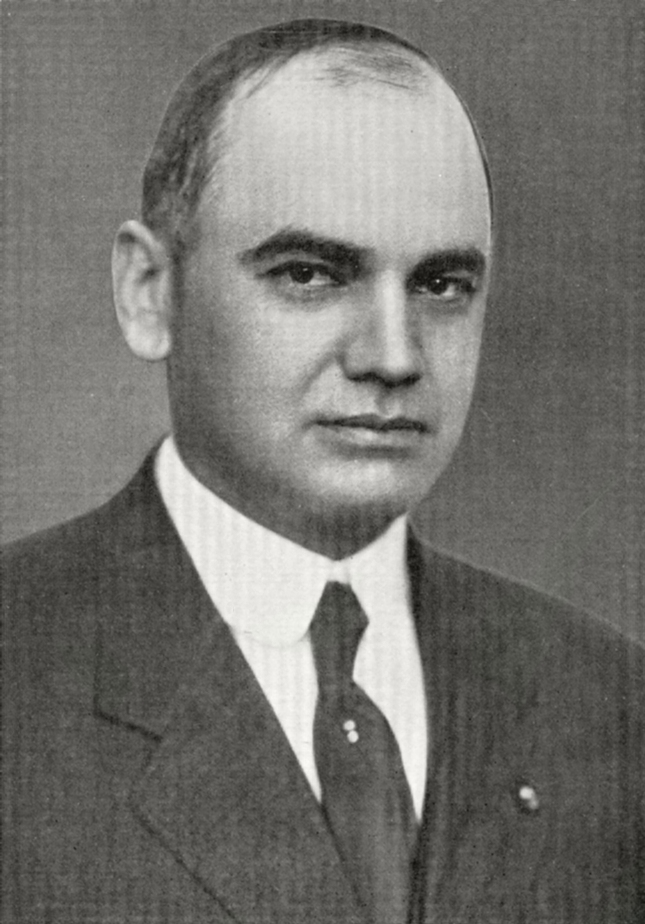
John G. Oglesby

John Gillett Oglesby (* 19. März 1878 in Decatur, Illinois; † 26. Mai 1938 bei Elkhart, Illinois) war ein US-amerikanischer Politiker. Zwischen 1909 und 1913 sowie nochmals von 1917 bis 1921 war er Vizegouverneur des Bundesstaates Illinois.

## Werdegang
John Oglesby war der Sohn von Gouverneur Richard James Oglesby (1824–1899). Über seine Jugend und Schulausbildung ist nichts überliefert. Er nahm als Soldat der US Army am Spanisch-Amerikanischen Krieg von 1898 teil. Beruflich war er in der Stahlindustrie und als Farmer tätig. Politisch war er wie sein Vater Mitglied der Republikanischen Partei. Zwischen 1905 und 1907 saß er als Abgeordneter im Repräsentantenhaus von Illinois.
1908 wurde Oglesby an der Seite von Charles S. Deneen zum Vizegouverneur von Illinois gewählt. Dieses Amt bekleidete er zwischen dem 18. Januar 1909 und dem 3. Februar 1913. Im Jahr 1912 verlor er in den Vorwahlen seiner Partei gegen Barratt O’Hara. Vier Jahre später wurde er erneut zum Vizegouverneur seines Staates gewählt. Seine zweite Amtszeit war zwischen dem 8. Januar 1917 und dem 10. Januar 1921. Diesmal diente er unter Gouverneur Frank Orren Lowden. Während seiner insgesamt acht Jahre als Vizegouverneur war er Stellvertreter des jeweiligen Gouverneurs.
Zwischen 1920 und 1932 nahm Oglesby als Delegierter an allen Republican National Conventions teil. Im Jahr 1920 scheiterte er in den Gouverneursvorwahlen seiner Partei. 1933 war er Mitglied der Delegation, die für Illinois den 21. Verfassungszusatz ratifizierte. Er starb am 26. Mai 1938 nahe Elkhart, wo er auch beigesetzt wurde.